# Medalla al Valor (Imperio austrohúngaro)
La Medalla al Valor (en alemán: Ehren-Denkmünze für Tapferkeit) fue una condecoración militar del Imperio austrohúngaro. Creada el 19 de julio de 1789 por el Emperador José II de Austria, originalmente en tres clases: oro y plata (Primera y Segunda Clase Plata). Una cuarta clase, la de bronce, comenzó a entregarse el 14 de febrero de 1915 durante la Primera Guerra Mundial hasta la disolución del Imperio Austro-húngaro el 31 de octubre de 1918.

## Grados
- Medalla de Oro al Valor
- Gran Medalla de Plata al Valor (Primera Clase)
- Medalla de Plata al Valor (Segunda Clase)
- Medalla de Bronce al Valor

## Historia y descripción
El premio fue entregado el 19 de julio de 1789 por el Emperador José II de Austria como una medalla de honor por su valentía en el oro y la plata para suboficiales y soldados, que se habían distinguido en la batalla.
Durante la Primera Guerra Mundial fueron acuñadas con el rostro del emperador Francisco José I hasta unos meses después de su muerte. A partir de abril de 1917 fue sustituido con el rostro de su sucesor, el archiduque Carlos I de Austria.

## Galería

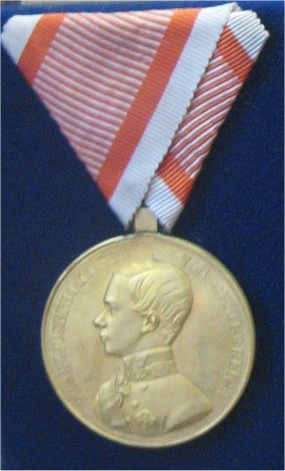
Medalla de oro al Valor, version de 1848 a 1859
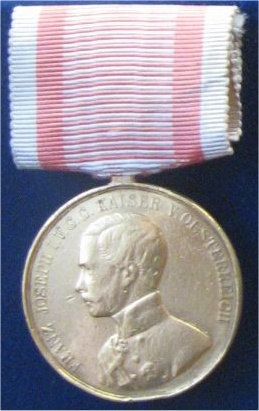
Medalla de oro al Valor, version de 1859 a 1866
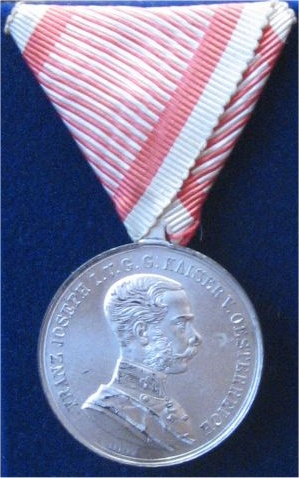
Medalla de plata al Valor
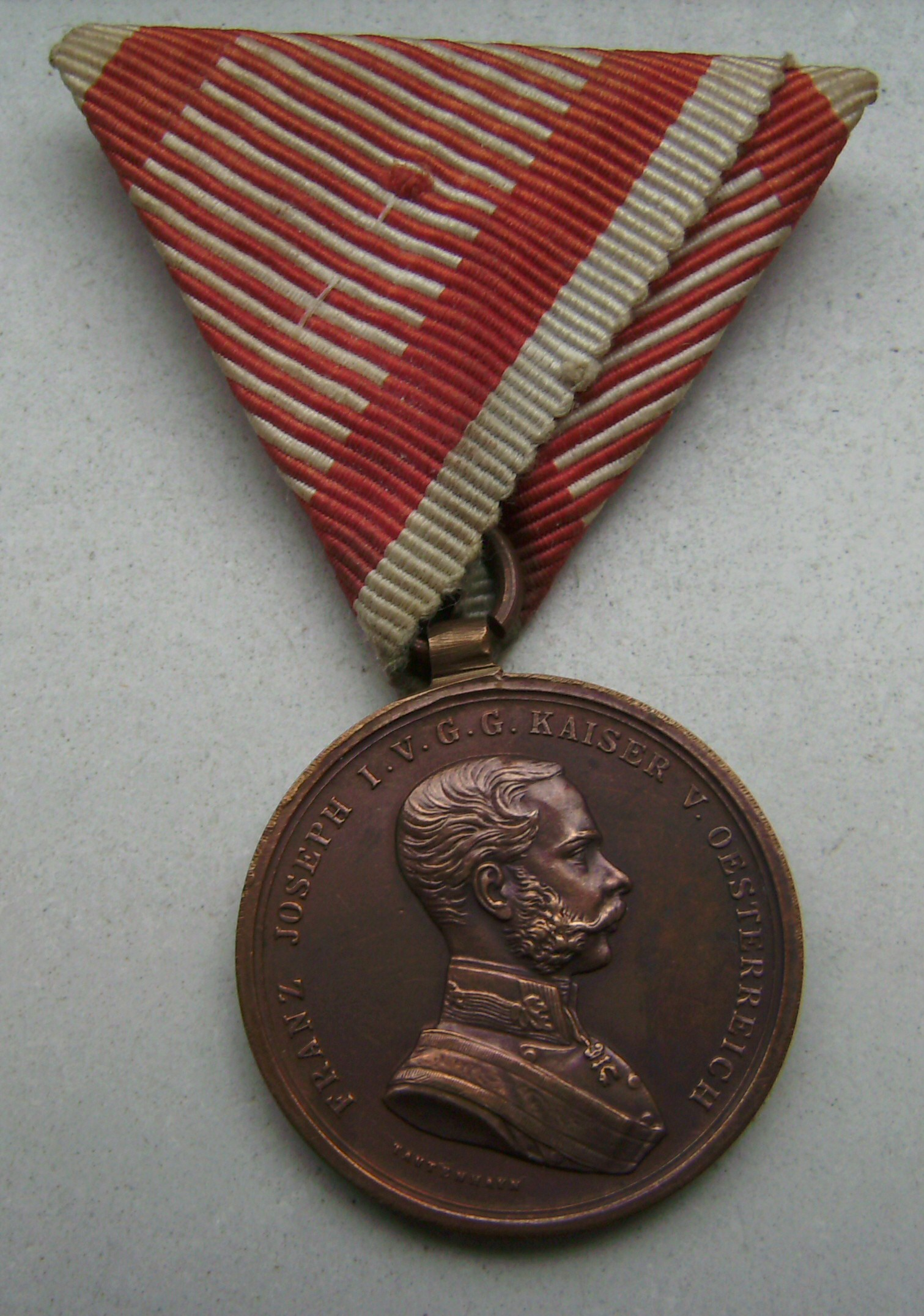
Medalla de bronce al Valor